# 村川幸信
村川 幸信（むらかわ ゆきのぶ、1911年6月7日 - 没年不明）は、香川県出身の元プロ野球選手（捕手、一塁手）。

## 来歴・人物
高松中学（現・香川県立高松高等学校）在学中には、梶原英夫（のち東大野球部でプレー。1943年に戦病死）とバッテリーを組んでいたが、野球に熱中する余り、学業が疎かになり落第。仕方なく高松中を中退し、大谷中学校（京都府）の4年生に編入。ここで、当時一塁手だった青柴憲一（のち東京巨人軍に在籍）と出会い、青柴を投手に転向させ、たちまち名バッテリーとして京都府下では評判になった（甲子園出場は果たせなかった）。
1931年に青柴と共に、前年（1930年）に旧関西六大学野球連盟に加盟したばかりの立命館大学野球部に所属。ここでも活躍し、1931年秋季シーズンの旧関西六大学野球連盟リーグ初代王者に貢献した。大学時代のチームメイトには青柴の他に、後藤正（後に名古屋軍）がいた。
立命大卒業後、1936年に大東京軍の結成に参加。4月29日、日本プロ野球初の公式戦となった名古屋軍戦（後楽園球場）にも出場した。しかし、徐々に同期の筒井良武に出場機会を奪われ、秋季シーズンは全く出場する事ができないまま、1936年限りで、大東京軍を退団した。
その後、社会人野球の明電舎でプレーし、1939年より巨人を退団した青柴と三度、バッテリーを組んだ。明電舎退社以後の消息は不明。
身体は小柄だったが、強肩が売りで二塁までストレートに投げる事が出来た。また走者との駆け引きにも定評があったと伝わる。尚、眼鏡を掛けた写真が現存しており、「日本プロ野球界初の眼鏡をかけた捕手」でもあった。

## 詳細情報

### 年度別打撃成績
| 年 度     | 球 団     | 試 合 | 打 席 | 打 数 | 得 点 | 安 打 | 二 塁 打 | 三 塁 打 | 本 塁 打 | 塁 打 | 打 点 | 盗 塁 | 盗 塁 死 | 犠 打 | 犠 飛 | 四 球 | 敬 遠 | 死 球 | 三 振 | 併 殺 打 | 打 率 | 出 塁 率 | 長 打 率 | O P S |
| --------- | --------- | ----- | ----- | ----- | ----- | ----- | -------- | -------- | -------- | ----- | ----- | ----- | -------- | ----- | ----- | ----- | ----- | ----- | ----- | -------- | ----- | -------- | -------- | ----- |
| 1936春夏  | 大東京    | 12    | 34    | 29    | 2     | 6     | 0        | 0        | 0        | 6     | 4     | 0     | --       | 1     | --    | 4     | --    | 0     | 6     | --       | .207  | .303     | .207     | .510  |
| 通算：1年 | 通算：1年 | 12    | 34    | 29    | 2     | 6     | 0        | 0        | 0        | 6     | 4     | 0     | --       | 1     | --    | 4     | --    | 0     | 6     | --       | .207  | .303     | .207     | .510  |

### 背番号
- 11 （1936年）